# 深田靖阿
深田 靖阿（ふかた せいあ）は、阿含宗の法務菅長。教団内での肩書きは中僧正。
阿含宗に入信当初は一般会員であったが、現在は教団最高幹部の和田尚子理事長に次ぐ法務部幹部職員で、阿含専修学院の院長も兼任。阿含宗教祖の桐山靖雄より一字もらい、「靖阿」と名乗る。
2016年8月29日に亡くなった桐山靖雄の死去に伴い、阿含宗の法務管長に就任した。
2022年、死去。

## 導師を勤める主な行事
- 阿含宗朔日縁起宝生護摩
- 阿含宗冥徳祭
- 阿含宗例祭